# Пассидж-Ист

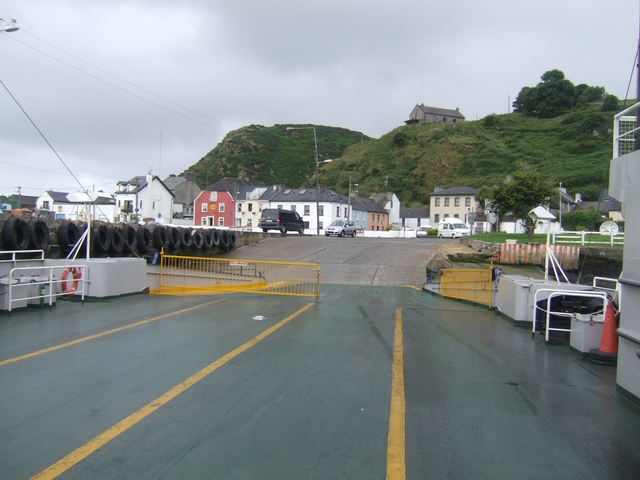
Паром

Пассидж-Ист (англ. Passage East; ирл. An Pasáiste Co. Phort Láirge) — деревня в Ирландии, находится в графстве Уотерфорд (провинция Манстер).

## Демография
Население — 644 человека (по переписи 2006 года). В 2002 году население составляло 636 человек.
Данные переписи 2006 года:
| Общие демографические показатели |               |                               |                               |      |      |
| Всё население                    | Всё население | Изменения населения 2002—2006 | Изменения населения 2002—2006 | 2006 | 2006 |
| 2002                             | 2006          | чел.                          | %                             | муж. | жен. |
| 636                              | 644           | 8                             | 1,3                           | 339  | 305  |